# Batalha do Tejo
A Batalha do Tejo foi um combate naval que ocorreu a 11 de julho de 1831 na foz do rio Tejo, em Portugal. Uma frota francesa atacou e subjugou fortificações portuguesas à entrada do Tejo, com o objetivo de forçar o governo de Miguel I a reconhecer o recém-estabelecido Reino dos Franceses . Os danos nos fortes que defendem o acesso ao Tejo e a chegada dos navios de guerra franceses a Lisboa obrigaram os portugueses a ceder e aceitar as exigências francesas.

## Contexto
A ascensão de D. Miguel I ao trono de Portugal e a abolição da Carta Constitucional colocaram o país sob o domínio de um monarca absolutista. Os liberais opuseram-se ao seu governo, e as Guerras Liberais deram-se em seguida. O governo de Miguel I era hostil à França e tornou-se ainda mais hostil quando a insurreição popular da Revolução de Julho depôs o rei Bourbon absolutista Carlos X e estabeleceu uma monarquia constitucional na qual Luís Filipe se tornara "Rei dos Franceses". Miguel recusou-se a reconhecer a monarquia de julho, enquanto que nem o governo francês nem o britânico reconheceram a dele.
No início de 1831, um cidadão francês, Edmond Potentin Bonhomme, foi condenado a açoitamento público, uma multa e exílio por supostamente profanar uma igreja, uma alegação que as autoridades francesas rejeitaram porque "eles tinham boas razões para acreditar que muitas das declarações feitas, não têm outro fundamento senão o preconceito e a maldade do sacerdócio português ”. Houve várias detenções de outros cidadãos franceses por razões semelhantes e o governo francês considerou-as arbitrárias.
O cônsul francês em Lisboa, Cassas, foi encarregado de apresentar uma démarche diplomática ao governo português, mas foi rejeitado por não possuir as credenciais diplomáticas de embaixador. O Visconde d'Asseca solicitou a mediação do chanceler britânico, Visconde Palmerston, que aconselhou os portugueses a cumprirem as exigências francesas. Uma esquadra comandada pelo Capitão de Rabaudy, composta pela fragata Melpomène de 60 canhões e o brigue Endymion de 20 canhões, comandada por Nonay, foi enviada para a foz do rio Tejo para mostrar a bandeira e dar força às exigências do cônsul francês. Eles chegaram em 16 de março de 1831. Após sua partida de Brest, Melpomène encalhou em Basse Beuzec, e teve de dar meia volta, continuando Endymion a sua rota. Quando Melpomène finalmente chegou em 16 de maio de 1831, Endymion já estava voltando para a França, com o cônsul a bordo. Rabaudy declarou o propósito da sua missão às autoridades portuguesas e entregou o ultimato francês, exigindo:
1. a libertação dos dois franceses presos e a anulação da sua sentença
2. uma indenização em seu favor
3. destituição dos juízes responsáveis
4. indenizações para vários outros franceses
5. que os franceses só fossem presos com o consentimento de um juiz francês, como era seu privilégio na época.

Estas exigências tinham que ser aceites 48 horas após a sua receção.
As autoridades portuguesas tentaram ganhar tempo. Em consequência, o Melpomène de Rabaudy começaram a bloquear Lisboa, atacando os navios que saíam e entravam no Tejo, embora a sua tripulação fosse imediatamente libertada e enviada para terra. Melpomène foi pouco depois reforçado por um esquadrão comandado pelo Capitão Charmasson, da fragata Sirène de 52 canhões, escoltada pelas corvetas Diligente e Églé de 18 canhões cada e pelo brigue Hussard de 20 canhões. Enquanto alguns dos navios navegavam ao largo da foz do Tejo, os outros foram destacados para os Açores em busca de uma divisão Miguelista Portuguesa que bloqueava a Ilha Terceira controlada pelos liberais; a 3 de Junho, estes navios capturaram a corveta Urânia de 24 canhões e o filibote Oreste de 6 canhões, mas não conseguiram localizar o resto das forças miguelistas e portanto regressaram à foz do Tejo.
Apesar do bloqueio francês e do enfraquecimento devido ao esforço de guerra contra os liberais, o governo português recusou-se a aceitar as exigências francesas e o tratamento dos prisioneiros franceses até se deteriorou. Os franceses, portanto, decidiram agravar a situação, e Henri de Rigny, Ministro da Marinha da França, nomeou o Barão contra-almirante Albin Roussin para chefiar um esquadrão de linha de 6 velas. Roussin era um veterano da campanha das Maurícias de 1809 a 1811 e tinha sido homenageado pela sua conduta na Batalha de Grand Port .

## Batalha
A missão do Contra-almirante Roussin era navegar até ao Tejo, com a sua bandeira no Suffren de 90 canhões, e dar às autoridades portuguesas um ultimato que exigia, além do já dado por Rabaudy, que o chefe da polícia Portuguesa fosse demitido; que todas as sentenças judiciais contra cidadãos franceses fossem anuladas; e que fossem pagas indemnizações para compensar os custos da expedição. O prazo do ultimato acabou 48 horas após a sua receção, altura em que as forças francesas forçaram a sua entrada no Tejo, navegaram para Lisboa e bombardearam a cidade. Vinda de Brest, a esquadra chegou ao largo do Tejo a 25 de Junho e lá ficou à espera da divisão de entrada de Toulon, sob o comando do contra-almirante Hugon.

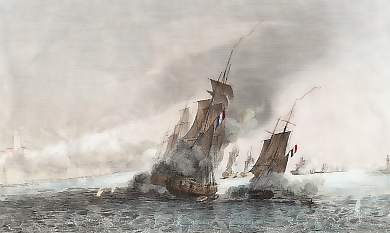
Uma fragata e um brigue franceses sob fogo das fortificações portuguesas no rio Tejo

No dia 31, o governo português mobilizou o navio de guerra no Tejo, embora apenas duas fragatas e navios de guerra menores pudessem ser comandados ao mesmo tempo; o trunfo mais forte do Tejo, o Dom João VI ,de 74 canhões, precisou de mais de um mês de trabalhos de reparos, e não se conseguiu preparar a fragata Amazona, de 52 canhões, em menos de vinte dias. Restavam apenas Diana de 54 canhões e Pérola de 44 canhões, ficando Dom João I e Lealdade de 26 canhões de para enfrentar a esquadra francesa, muito mais forte. Além disso, todos os navios que os portugueses conseguiram reunir eram muito ddesonestos. A condição piorou a 1 de julho, quando Suffren e Melpomène perseguiram Lord Wellington, um navio mercante português vindo da Bahia;  Lord Wellington fugiu, navegando perto do Forte de Santo António para beneficiar da sua proteção. Quando o navio francês se aproximou, o forte abriu fogo e uma troca de artilharia eclodiu enquanto os botes dos navios eram lançados e capturavam o navio mercante. O bombardeio francês silenciou o forte, matando cinco ou seis soldados e ferindo gravemente trinta.
No dia 6, o esquadrão de Hugon chegou vindo Toulon. Sendo obrigado a não fazer nada devido a ventos desfavoráveis, Roussin tentou fazer uma última démarche diligência e no dia 10, enviou o brigue de 18 canhões Dragon, sob o comandante Théodore Deloffre, para apresentar um último ultimato; O Dragon também transportava cartas para os navios do Tejo e para missões diplomáticas estrangeiras em Lisboa, e tinha ordens estritas de não ficar ancorado por mais de 24 horas. O novo ultimato continha as mesmas condições do primeiro, mas acrescentava que o governo português compensaria a França pelo preço da expedição naval, e ameaçava uma "guerra de facto". Dragon regressou à frota francesa no dia seguinte com uma recusa, embora Santarém tenha tentado entregar seus prisioneiros franceses aos britânicos como uma concessão simbólica. O capitão Vincent Moulac, de Algésiras, aconselhou que a frota devesse tenta forçar a entrada do rio e navegar rio acima até Lisboa.
No dia 11, os ventos mudaram e um vento Norte-Noroeste permitiu a expedição rio acima. O esquadrão francês manobrou para formar uma linha de batalha e, às 13h30, navegou para a passagem do sul. Os navios franceses navegaram um por um à frente dos fortes, desferindo fogo de canhão a distâncias que variavam entre 100 e 1000 metros, e chegou a Paço de Arcos em boas condições e sem danos graves. Roussin sinalizou aos seus navios para continuarem a navegar, mas os dois navios da frente, Marengo e Algésiras, não viram os sinais e lançaram a âncora, como inicialmente previsto para reparar os danos sofridos durante a forçagem do passagem; vendo que o navio-almirante Suffren navegava por deles sem parar, eles imediatamente começaram a navegar e colocaram-se na linha francesa, mas este erro colocou Suffren na frente da linha.

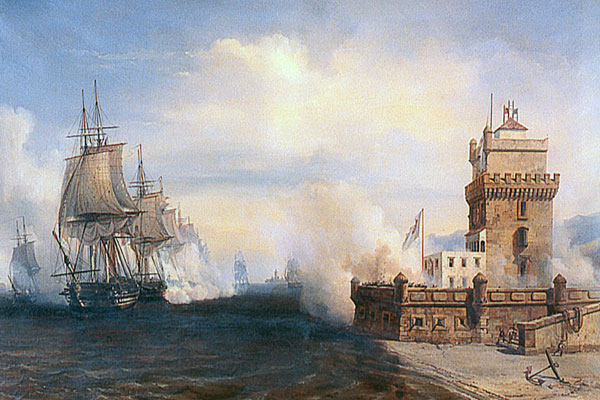
O navio-almirante Suffren, liderando a linha de batalha francesa, troca fogo com a Torre de Belém momentos antes de invadir Lisboa.

Por volta das 16:00, o Suffren abriu fogo sobre a Torre de Belém a uma distância de 100 metros, seguido pouco depois pelo resto da esquadra, e ancorou à frente do Palácio de Belém enquanto os outros navios e fragatas continuaram a navegavam na direção da frota portuguesa ancorada. Quando o navio da frente, Pallas, abriu fogo sobre a esquadra portuguesa, todos os navios desceram a bandeira, sem disparar um único tiro.
Às 17:00, toda a esquadra francesa estava ancorada em frente às docas de Lisboa, e Roussin enviou seu chefe de gabinete, o tenente comandante Charles Ollivier, para apresentar o ultimato francês mais uma vez com um atraso de 2 horas.  O governo português tentou mais uma vez entregar os seus prisioneiros às autoridades britânicas, mas a oferta foi novamente recusada. O governo português cedeu, e um tratado foi assinado em 14 de julho no Suffren por Castello Branco e Roussin,  com suas condições publicadas na Gazeta de Lisboa em 15, e as somas de dinheiro começaram a ser pagas em dinheiro a partir do dia 23. Sendo o ultimato aceite pelos portugueses, Roussin enviou a maior parte da esquadra para o mar, permanecendo à frente de Lisboa apenas com Suffren, Pallas e Melpomène ; a fragata <i id="mwzA">Guerrière</i> de 58 canhões, comandada pelo capitão Kerdrain, voltou a juntar-se a ele no dia 29.
| Esquadra do Capitão Rabaudy | Esquadra do Capitão Rabaudy | Esquadra do Capitão Rabaudy | Esquadra do Capitão Rabaudy | Esquadra do Capitão Rabaudy | Esquadra do Capitão Rabaudy | Esquadra do Capitão Rabaudy | Esquadra do Capitão Rabaudy | Esquadra do Capitão Rabaudy | Esquadra do Capitão Rabaudy | Esquadra do Capitão Rabaudy |
| Navio                       | Classificação               | Armas                       | Marinha                     | Comandante                  | Baixas                      | Baixas                      | Baixas                      | Notas                       |                             |                             |
| Navio                       | Classificação               | Armas                       | Marinha                     | Comandante                  | Mortos                      | Feridos                     | Total                       | Notas                       |                             |                             |
| --------------------------- | --------------------------- | --------------------------- | --------------------------- | --------------------------- | --------------------------- | --------------------------- | --------------------------- | --------------------------- | --------------------------- | --------------------------- |
| Melpomène                   | Fragata de primeira classe  | 60                          |                             | Capitão Rabaudy             |                             |                             |                             |                             |                             |                             |
| Endymion                    | Brigue                      | 20                          |                             | Comandante Nonay            |                             |                             |                             |                             |                             |                             |
| Sem vítimas                 |                             |                             |                             |                             |                             |                             |                             |                             |                             |                             |
| Fontes: Troude, p. 270      |                             |                             |                             |                             |                             |                             |                             |                             |                             |                             |

| Esquadra do Contra-Almirante Roussin | Esquadra do Contra-Almirante Roussin | Esquadra do Contra-Almirante Roussin | Esquadra do Contra-Almirante Roussin | Esquadra do Contra-Almirante Roussin                | Esquadra do Contra-Almirante Roussin | Esquadra do Contra-Almirante Roussin | Esquadra do Contra-Almirante Roussin | Esquadra do Contra-Almirante Roussin  | Esquadra do Contra-Almirante Roussin | Esquadra do Contra-Almirante Roussin |
| Navio                                | Classificação                        | Armas                                | Marinha                              | Comandante                                          | Baixas                               | Baixas                               | Baixas                               | Notas                                 |                                      |                                      |
| Navio                                | Classificação                        | Armas                                | Marinha                              | Comandante                                          | Mortos                               | Feridos                              | Total                                | Notas                                 |                                      |                                      |
| ------------------------------------ | ------------------------------------ | ------------------------------------ | ------------------------------------ | --------------------------------------------------- | ------------------------------------ | ------------------------------------ | ------------------------------------ | ------------------------------------- | ------------------------------------ | ------------------------------------ |
| Marengo                              | Navio de linha                       | 74                                   |                                      | Capitão Maillard Liscourt                           | –                                    | -                                    | -                                    |                                       |                                      |                                      |
| Algésiras                            | Navio de linha                       | 80                                   |                                      | Capitão Vincent Moulac                              | –                                    | -                                    | -                                    |                                       |                                      |                                      |
| Suffren                              | Navio de linha                       | 90                                   |                                      | Contra-Almirante Barão Albin Roussin Capitão Trotel | –                                    | -                                    | -                                    | Navio-almirante                       |                                      |                                      |
| Ville de Marseille                   | Navio de linha                       | 74                                   |                                      | Capitão Baron Lasusse                               | –                                    | -                                    | -                                    |                                       |                                      |                                      |
| Trident                              | Navio de linha                       | 74                                   |                                      | Contra-Almirante Barão Hugon Capitão Casy           | –                                    | -                                    | -                                    | Navio do Contra-Almirante Barão Hugon |                                      |                                      |
| Alger                                | Navio de linha                       | 74                                   |                                      | Capitão Jacques Leblanc                             | –                                    | -                                    | -                                    |                                       |                                      |                                      |
| Pallas                               | Fragata de primeiro escalão          | 60                                   |                                      | Capitão Forsans                                     | –                                    | -                                    | -                                    |                                       |                                      |                                      |
| Melpomène                            | Fragata de primeiro escalão          | 60                                   |                                      | Capitão de Rabaudy                                  | –                                    | -                                    | -                                    |                                       |                                      |                                      |
| Didon                                | Fragata de primeiro escalão          | 60                                   |                                      | Capitão Armand Buchet de Châteauville               | –                                    | -                                    | -                                    |                                       |                                      |                                      |
| Diligente                            | Corveta                              | 18                                   |                                      | Comandante François Halley                          | –                                    | -                                    | -                                    |                                       |                                      |                                      |
| Églé                                 | Corveta                              | 18                                   |                                      | Comandante Constant Raffy                           | –                                    | -                                    | -                                    |                                       |                                      |                                      |
| Perle                                | Corveta                              | 18                                   |                                      | Comandante Douglas                                  | –                                    | -                                    | -                                    |                                       |                                      |                                      |
| Hussard                              | Brigue                               | 20                                   |                                      | Comandante Thoulon                                  | –                                    | -                                    | -                                    |                                       |                                      |                                      |
| Dragon                               | Brigue                               | 18                                   |                                      | Comandante Deloffre                                 | –                                    | -                                    | -                                    |                                       |                                      |                                      |
| Endymion                             | Brigue                               | 18                                   |                                      | Comandante Nonay                                    | –                                    | -                                    | -                                    |                                       |                                      |                                      |
| 3 killed, 11 wounded                 |                                      |                                      |                                      |                                                     |                                      |                                      |                                      |                                       |                                      |                                      |
| Fontes: Troude, p. 274               |                                      |                                      |                                      |                                                     |                                      |                                      |                                      |                                       |                                      |                                      |

| Frota portuguesa no Tejo              | Frota portuguesa no Tejo | Frota portuguesa no Tejo | Frota portuguesa no Tejo | Frota portuguesa no Tejo | Frota portuguesa no Tejo | Frota portuguesa no Tejo | Frota portuguesa no Tejo | Frota portuguesa no Tejo | Frota portuguesa no Tejo | Frota portuguesa no Tejo |
| Navio                                 | Classificação            | Armas                    | Marinha                  | Comandante               | Vítimas                  | Vítimas                  | Vítimas                  | Notas |                          |                          |
| Navio                                 | Classificação            | Armas                    | Marinha                  | Comandante               | Mortos                   | Feridos                  | Total                    | Notas |                          |                          |
| ------------------------------------- | ------------------------ | ------------------------ | ------------------------ | ------------------------ | ------------------------ | ------------------------ | ------------------------ | --- | ------------------------ | ------------------------ |
| Dom João VI                           | Navio da linha           | 74                       |                          |                          |                          |                          |                          | Precisa de grandes reparos. Sem capacidade de navegar na hora da batalha. Capturado, não levado pelos franceses devido às péssimas condições. Devolvido ao governo português. |                          |                          |
| Diana                                 | Fragata                  | 54                       |                          |                          |                          |                          |                          | Incorporado ao serviço da França como Diane |                          |                          |
| Pérola                                | Fragata                  | 46                       |                          |                          |                          |                          |                          | Incorporado ao serviço da França como Perle |                          |                          |
| Amazona                               | Fragata                  | 42                       |                          |                          |                          |                          |                          | Sem capacidade de navegar na hora da batalha. Incorporado ao serviço da França como Amazone                                                                                   |                          |                          |
| Dom joão i                            | Corveta                  | 24                       |                          |                          |                          |                          |                          | Incorporado ao serviço da França como Dom João I |                          |                          |
| Lealdade                              | Corveta                  | 24                       |                          |                          |                          |                          |                          | |                          |                          |
| Dom Pedro                             | Corveta                  | 18                       |                          |                          |                          |                          |                          | Incorporado ao serviço da França como Dom Pedro |                          |                          |
| Fevereira                             | Brigue                   | 10                       |                          |                          |                          |                          |                          | |                          |                          |
| Glória                                | Brigue                   | 10                       |                          |                          |                          |                          |                          | |                          |                          |
| Infante Sebastião (ou Dom Sebastião ) | Brigue                   | 10                       |                          |                          |                          |                          |                          | |                          |                          |
| Memória                               | Bergantim                | 6                        |                          |                          |                          |                          |                          | |                          |                          |
| Vítimas "insignificantes"             |                          |                          |                          |                          |                          |                          |                          | |                          |                          |
| Fontes: Troude, p. 273                |                          |                          |                          |                          |                          |                          |                          | |                          |                          |

Chave
- O símbolo † indica que o oficial foi morto em combate ou morreu posteriormente devido aos ferimentos recebidos.
- Os navios estão mencionados pela ordem pela qual formaram a linha de batalha.

## Desfecho
O tratado de 14 de julho especificava que os franceses devolveriam os navios capturados antes do ataque ao Tejo, incluindo os navios de guerra Orestes e Urania e os navios mercantes com a sua carga. Depois de um conselho de guerra no Trident, os franceses decidiram devolver também o Dom João VI capturado, de 74 canhões, pois, não estando armado nem tripulado durante a batalha, não podia ser considerado como pertencente a uma força opositora.
Nada foi dito, porém, sobre a frota capturada em Lisboa. O governo português protestou, e Roussin propôs a recompra dos navios por 1,5 milhão de cruzados, ou a devolução de metade dos navios capturados em troca da libertação de 400 prisioneiros políticos. Quando esta oferta foi rejeitada, os navios em questão foram incorporados na frota francesa.
O esquadrão francês de Toulon partiu no dia 25; os espólios Diana, Amazone, Don João I e Don Pedro partiram no dia 12 com um brigue, e no dia seguinte seguiram-se Pérola, Lealdade, São Sebastião e Memória. O resto da frota acabou por partir para Brest a 14 de agosto, onde chegou a 4 de setembro, deixando apenas Melpomène e Églé .
Em reconhecimento pelo feito, Roussin foi promovido a vice-almirante.
Os Miguelistas viriam a sofrer uma derrota esmagadora às mãos dos Liberais na Batalha do Cabo de São Vicente, dois anos depois, encerrando o reinado de Miguel I.